# Cmentarz ewangelicki w Płakowicach
Cmentarz ewangelicki w Płakowicach – zdewastowany dawny cmentarz ewangelicki przedwojennych mieszkańców Płakowic i pensjonariuszy ośrodka dla umysłowo i psychicznie chorych zlokalizowanego w Płakowicach przy ul. Pałacowej (oficyna pałacowa). Później cmentarz służył jako miejsce pochówku ofiar akcji T4. Cmentarz ten znajduje się między ulicami: Ptasią i Podgórską. Brama wejściowa na cmentarz zlokalizowana jest od strony ul. Podgórskiej. Przed II wojną światową na terenie nekropolii znajdowała się niewielka, drewniana kapliczka.
Jednym z nielicznych zachowanych nagrobków na tym cmentarzu jest grób Friedy Auer, urodzonej 5 września 1893 roku a zmarłej 13 listopada 1936 roku; wiele nagrobków jest obecnie nieczytelnych.

## Zdjęcia cmentarza

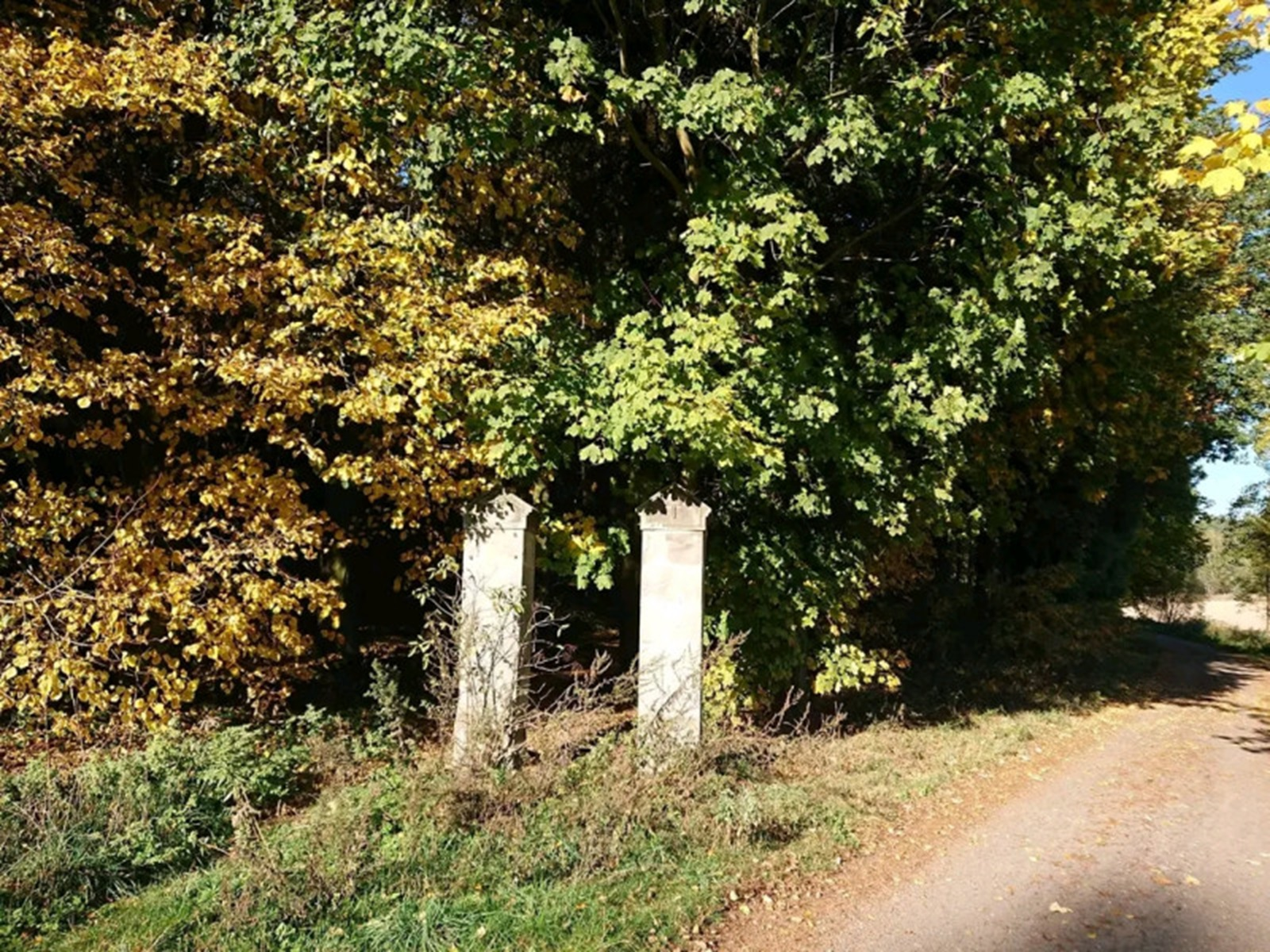
Brama cmentarna
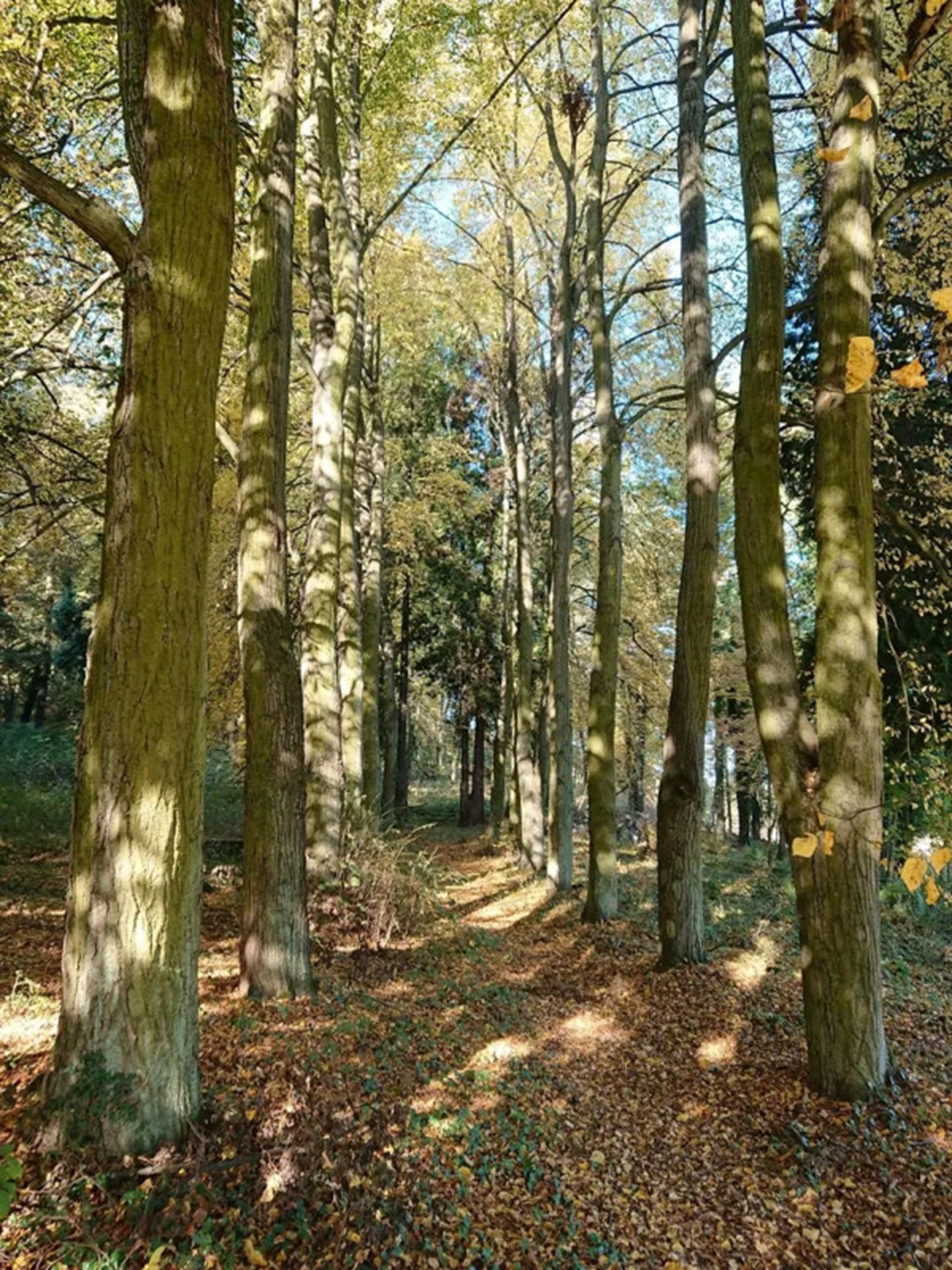
Alejka
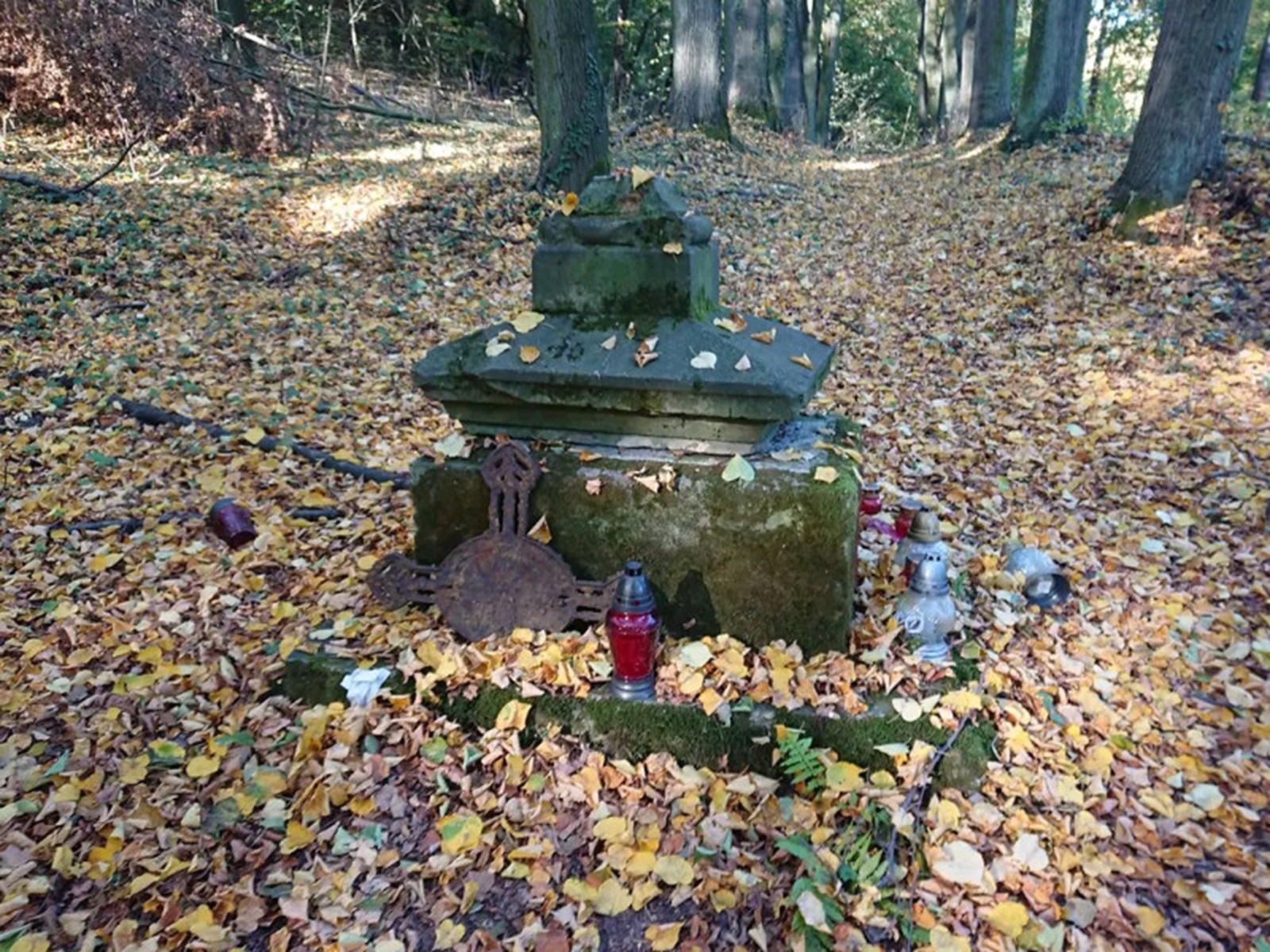
Pozostałość pomnika nagrobnego
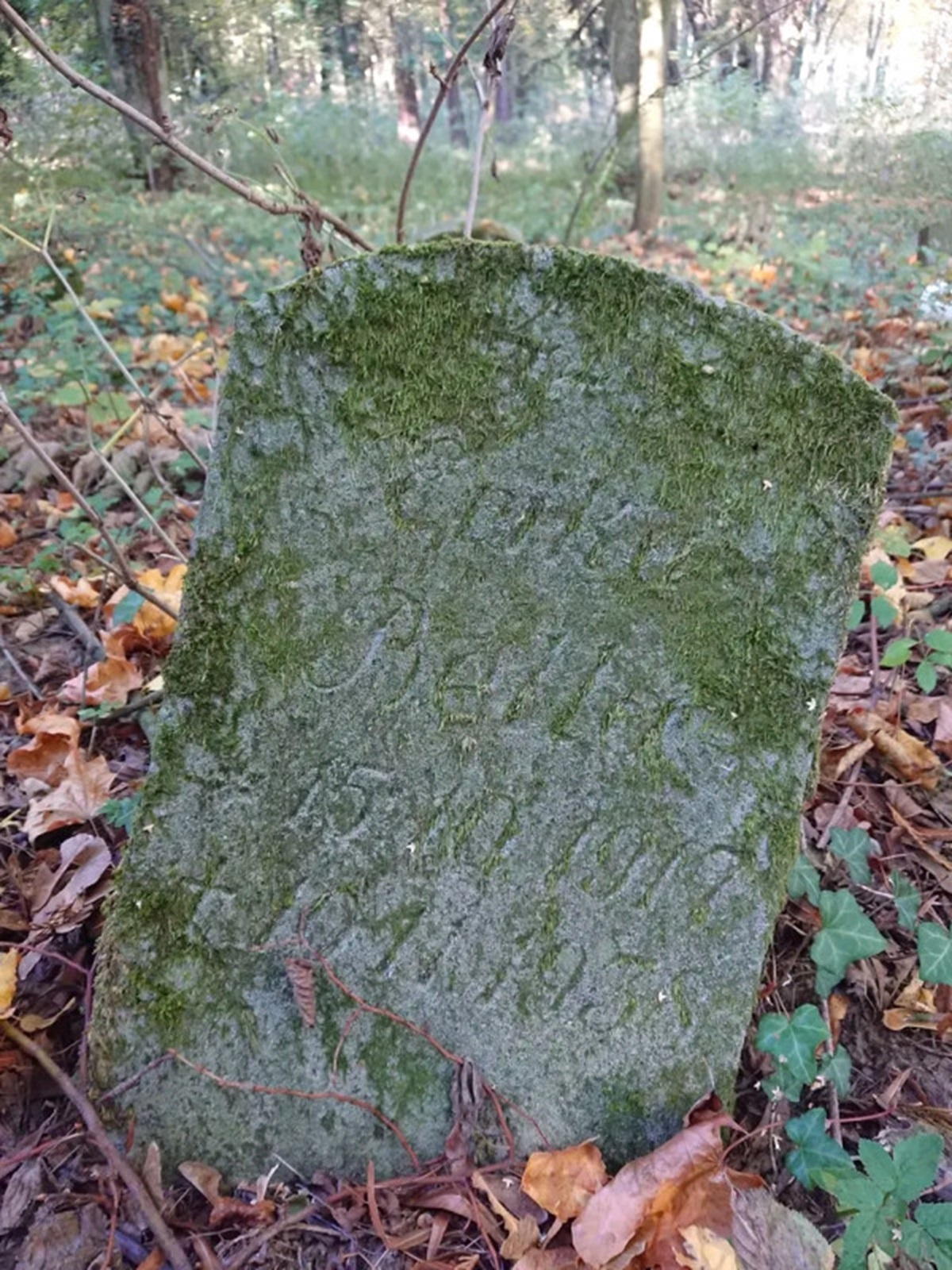
Nagrobek

- Dolny-Slask.org - Cmentarz ewangelicki w Płakowicach
- Fotopolska.eu - Cmentarz ewangelicki w Płakowicach